# Waldbaden

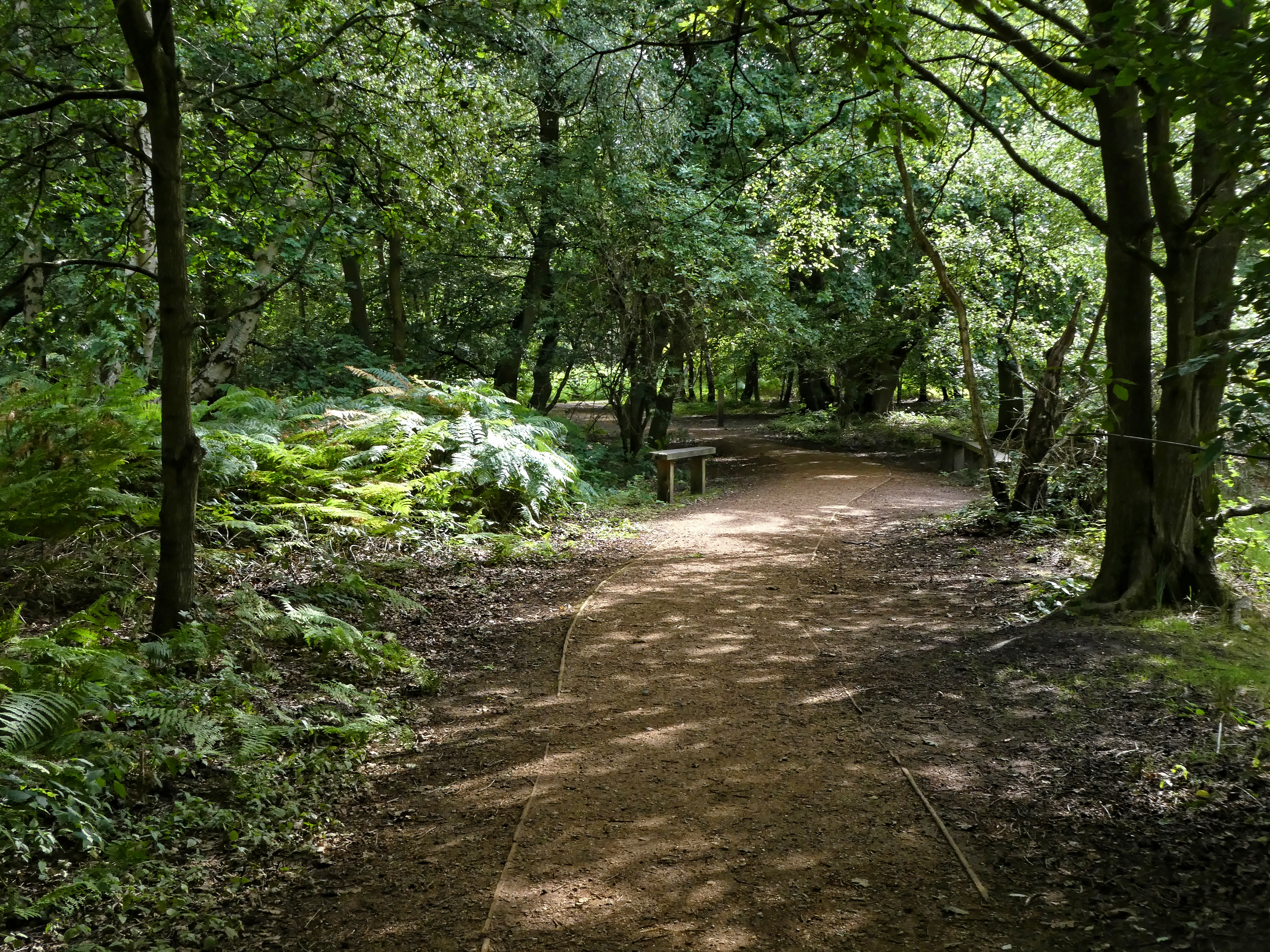
Abwechslungsreich gestalteter Waldweg in Essex

Waldbaden ist der gezielte Aufenthalt von Menschen im Wald zur Verbesserung der Gesundheit oder des Wohlbefindens. Unter Waldtherapie versteht man den gezielten Einsatz des Waldbadens zur Linderung von Krankheitssymptomen (Sekundär- und Tertiärprävention).
Als Synonym für Waldbaden und Waldtherapie wird in Deutschland häufig der japanische Begriff shinrin-yoku 森林浴 verwendet.
Die Waldmedizin beschäftigt sich mit den medizinischen Wirkungen des Waldbadens und der Waldtherapie.
Waldbaden ist nicht zu verwechseln mit einem Waldbad (einer Badeanstalt in Waldumgebung) und einem (teilbekleidet oder unbekleidet durchgeführten) Luftbad.

## Praktische Aspekte
Waldbaden bezeichnet den Aufenthalt im Wald mit der Intention der Gesundheitsförderung. Gemäß dieser Definition ist Waldbaden nicht an bestimmte Verhaltensweisen im Wald gekoppelt.
Nordic Walking, Achtsamkeitstechniken, oder Meditation werden zwar häufig während eines Waldbadens praktiziert, sind aber kein essentieller Bestandteil. Auch Tree hugging, also das spirituell motivierte Umarmen von Bäumen, ist entgegen medialer Darstellungen kein häufiger Bestandteil von Waldtherapie.
Wissenschaftliche Untersuchungen zur Wirkung des Waldbadens werden in der Regel in Kombination mit einem Waldspaziergang durchgeführt, wie er auch in der Kur- und Rehabilitationsmedizin als Terrainkur üblich ist.

## Wirkmechanismen von Waldbaden und Waldtherapie
In der medizinischen Klimatologie wird das Waldklima als sogenanntes Schonklima mit Entlastung von belastenden meteorologischen Bedingungen oder Klimafaktoren wie Luftverunreinigungen, Schwüle, Nebel und Inversionswetterlagen sowie Schutz vor starker Sonnenstrahlung definiert. Das Vorhandensein des Schonklimas kann unter günstigen Bedingungen die Effekte von körperlichem Training verstärken.

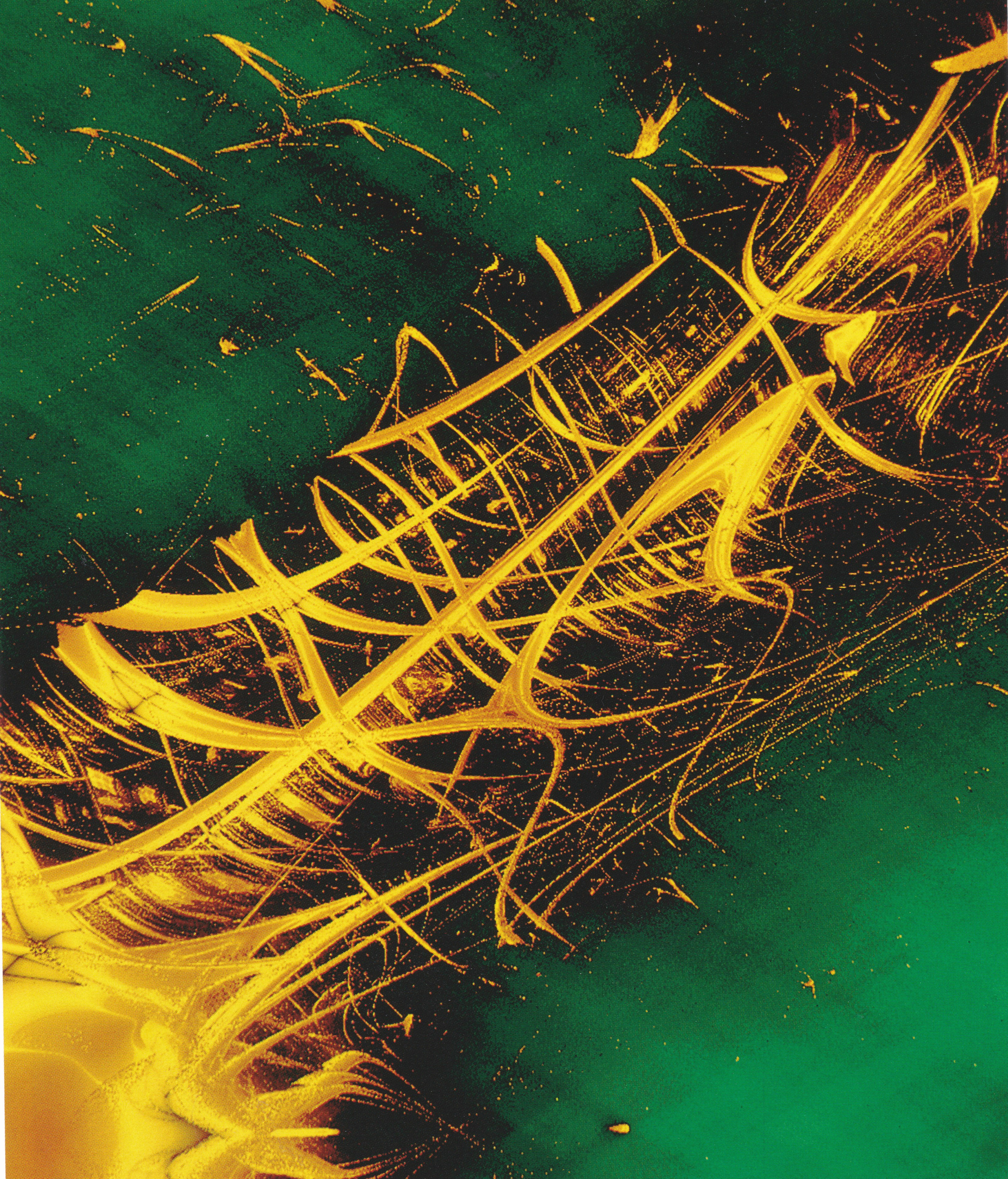
Fraktal

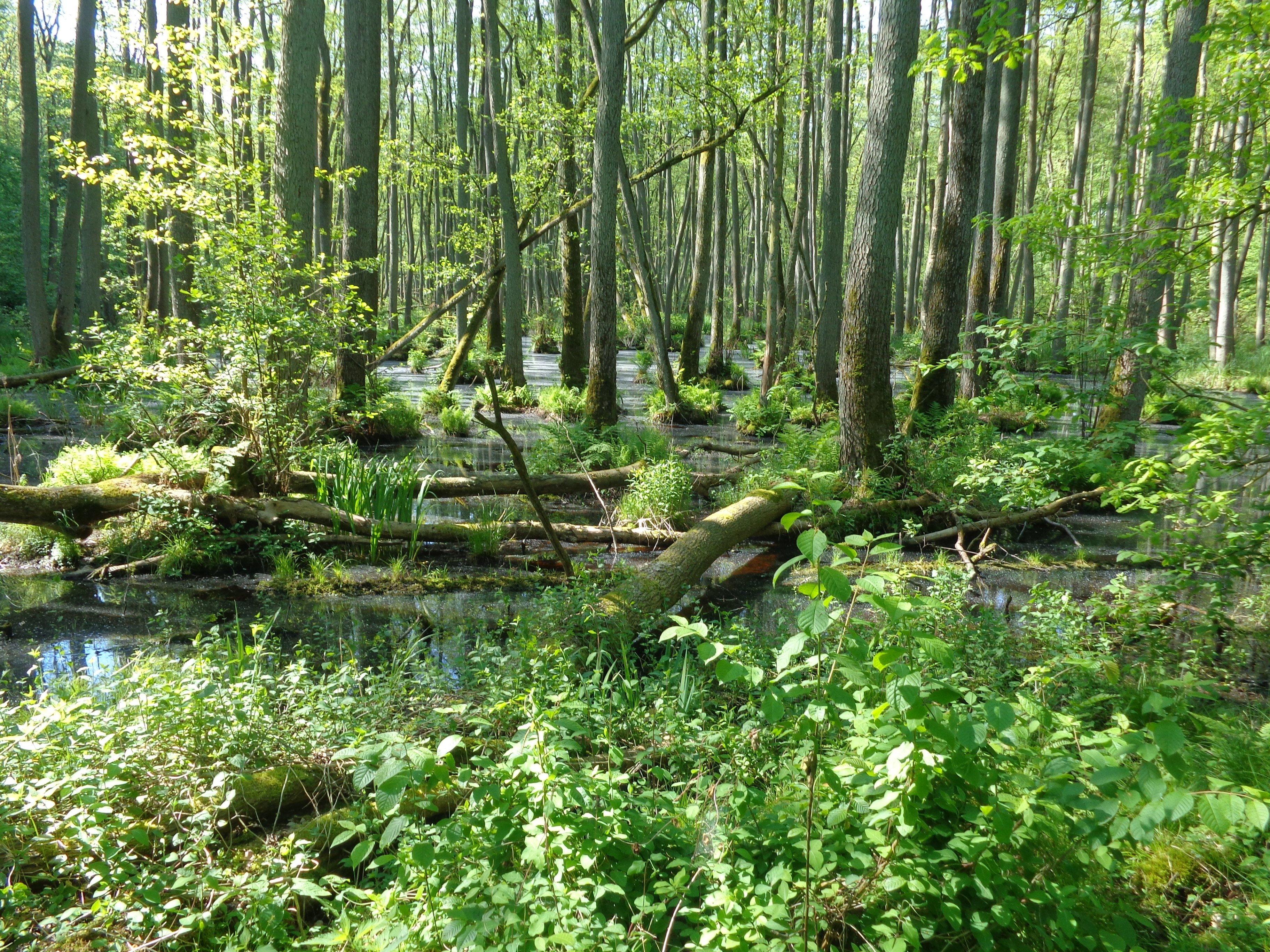
Waldumgebung im Stadtwald Plau am See

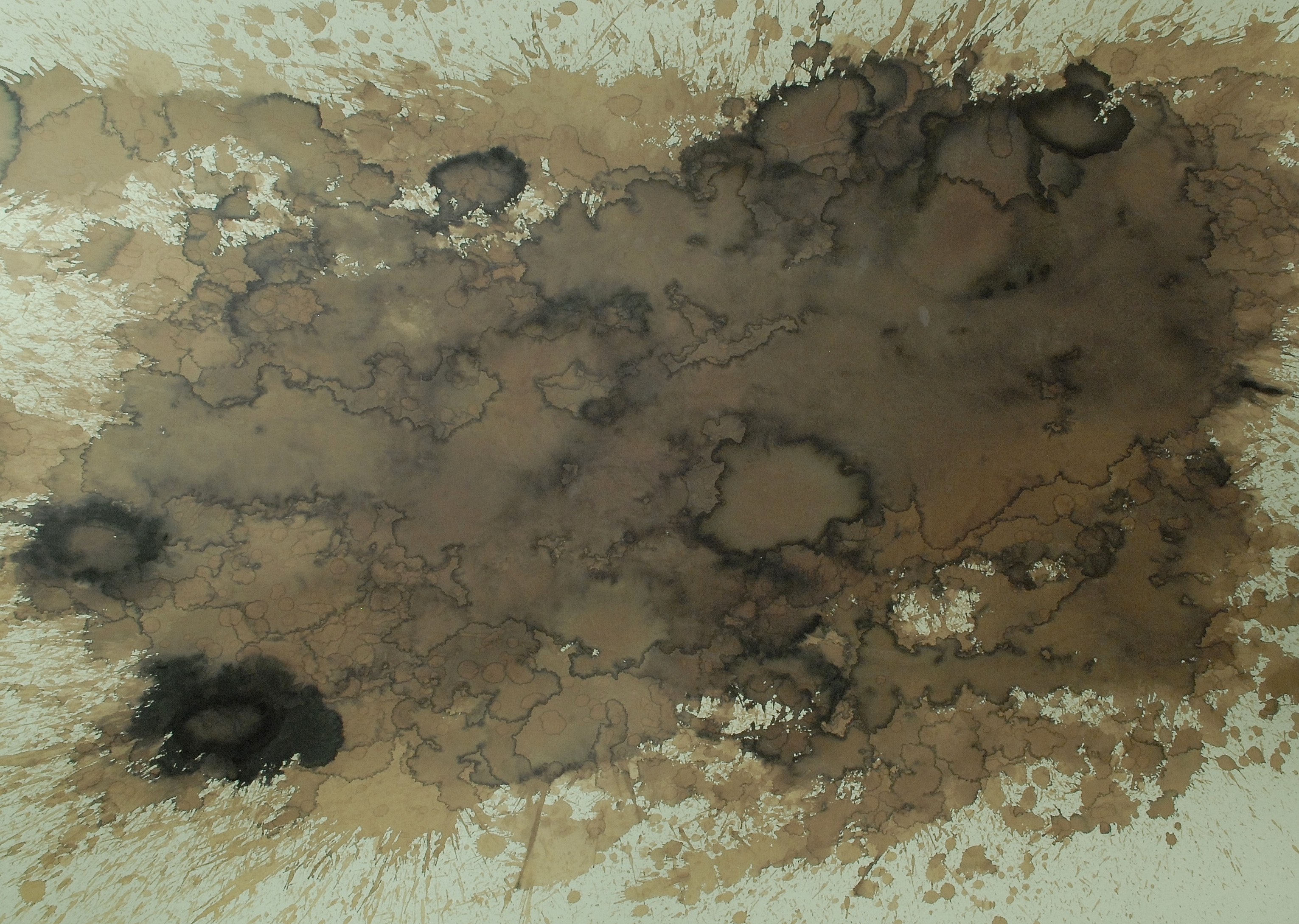
Fraktale Struktur, Waldumgebung und Fraktalkunst: beim Betrachten wird eine psychologisch beruhigende Wirkung im Vergleich zu einer von Menschen bevölkerten Umgebung vermutet

Es wird zusätzlich angenommen, dass viele Effekte des Waldes über beruhigende psychologische Effekte vermittelt werden, die indirekt auch zu einer verbesserten körperlichen Gesundheit führen können. Eine Rolle für psychologische Wirkungen spielt dabei die Reduktion sozialer Reize: Der Wald ähnelt einer diesbezüglichen Theorie zufolge einer fraktalen Struktur, die wahrnehmungspsychologisch beruhigend wirkt.
Zusätzlich haben Studien zufolge Menschen ein Bedürfnis nach einer beruhigenden Naturumgebung, dies hat auch eine genetische Komponente.
Der höhere Sauerstoffgehalt in der Waldluft spielt für die Gesundheitseffekte von Wäldern nur eine geringere Rolle. Dies liegt daran, dass der Sauerstoffgehalt zwar in den Baumkronen, nicht jedoch kaum in der Höhe, in der Menschen einatmen, erhöht ist.

### Stressreduktion
Waldbaden führt zu einer Stressreduktion sowie zu einer Verringerung von Grübeln. Eine Metaanalyse belegt, dass sich die emotionalen Zustände von Wut und Angst reduzieren. Zudem zeigt eine Metaanalyse eine Verringerung des Stresshormons Cortisol und eine Zunahme parasympathischer Aktivität.

### Effekte auf kardiovaskuläre Risikofaktoren
In Verbindung mit einer Terrainkur zeigen sich beim Waldbaden und der Waldtherapie positive Effekte auf Blutdruck, Herzfrequenz und Immunsystem. Es ist wahrscheinlich, dass die Effekte körperlichen Trainings verstärkt werden. Cortisolsenkende Effekte sind aufgrund der Steigerung der Aktivität des Parasympathikus zu erwarten.

### Effekte auf psychische Erkrankungen
Die deutlich beste wissenschaftliche Datenlage für Waldtherapie existiert derzeit zu psychischen Erkrankungen. Die Ergebnisse mehrerer Metaanalysen legen nahe, dass Waldbaden für die Besserung von Depressionen wirksam ist, insbesondere für das Symptom Grübeln. Metaanalysen belegen auch Effekte auf Angststörungen.

### Effekte auf Lernen und Gedächtnis
Unterricht in einer Waldumgebung führte in einigen Studien zu verbesserten Lerneffekten. Im Gegensatz zur Waldpädagogik geht es hierbei nicht um die Vermittlung von inhaltlich mit dem Wald in Verbindung stehenden Lerninhalten. Kognitive Verhaltenstherapie zeigte in einer Waldumgebung ebenfalls verbesserte Effekte. Zudem konnte nachgewiesen werden, dass Waldbaden als Pausentätigkeit die Arbeitsleistung verbessert.

### Effekte auf Krebserkrankungen
Waldtherapie kann zwar Effekte auf die Lebensqualität und Fitness von Patienten während und nach Krebserkrankungen haben, etwa durch Steigerung von körperlicher Fitness und Reduktion von Angst. Ein positiver Effekt von Waldumgebung auf die Aktivität natürlicher Killerzellen und hierdurch resultierende Hemmung von Tumorwachstum hat viel Aufmerksamkeit in sozialen Medien erhalten, gilt aber als umstritten. Auch Effekte von Inhaltsstoffen der Waldluft, etwa Terpenen und Isopren auf Krebszellen wurden vermutet, sind aber nicht bewiesen. Die Annahme, dass die Waldtherapie zur Vorbeugung oder gar Behandlung von Krebserkrankungen eingesetzt werden sollte, ist aufgrund des heutigen Kenntnisstandes daher nicht gerechtfertigt.

### Anti-Aging-Effekte
Phytonzide sind ebenfalls nachgewiesene Inhaltsstoffe der Waldluft. Ein ausreichender wissenschaftlicher Nachweis von Anti-Aging-Effekten von Phytonziden konnte bisher nicht erbracht werden.

## Geschichtliches zum Waldbaden
Die frühere menschliche Entwicklungsgeschichte ist durch den Rückzug aus Wäldern geprägt. Im Vergleich zu vielen naturheilkundlichen Therapien hat die Auffassung, dass der Wald förderlich für die Gesundheit sei, dennoch eine vergleichsweise kurze geschichtliche Tradition. Zwar erfuhr der Wald seit der Romantik im Sinne einer Naturverklärung und Landschaftssehnsucht eine positivere gesellschaftliche Aufmerksamkeit. Die Zuschreibung von Gesundheitseffekten an den Wald spielt jedoch erst seit kurzer Zeit eine Rolle. So galt Waldluft im Vergleich zu Stadtluft lange als eher ungesund.
In der Kneippmedizin und Kurortmedizin haben Bewegungselemente im Wald seit etwa 1880 eine Tradition, insbesondere als Terrainkur. Der Begriff „Waldbaden“ selbst wurde jedoch erst 1982 von dem Japaner Tomohide Akiyama geprägt und lehnt sich an die Begriffe Sonnenbaden und Meerbaden an. Seit den 1990er Jahren hat Waldbaden als shinrin-yoku einen erheblichen Aufschwung erfahren und hat seither auch im deutschsprachigen Raum mehr Zulauf. Eine große Rolle bei der weltweiten Verbreitung spielte das Buch ‘Shinrin-Yoku’, welches rasch in 36 Sprachen übersetzt wurde. Die wissenschaftliche Auseinandersetzung mit den gesundheitlichen Vorteilen des Waldbadens hat in den letzten Jahren insbesondere in Japan, Südkorea und Deutschland zugenommen. Danach hat die COVID-19-Pandemie hat in zahlreichen Ländern zu einer erneuten Steigerung der Beliebtheit des Waldbadens geführt.

## Kur- und Heilwälder
Ein Kur- und Heilwald ist ein zertifizierter Wald oder Waldabschnitt, der sich aufgrund seiner Beschaffenheit nach derzeitiger Kenntnis besonders gut für das Waldbaden eignet und nach BayKK KuH zertifiziert ist. Die Anwendung von Waldbaden und Waldtherapie ist jedoch nicht auf diese Wälder beschränkt, sondern kann in jedem Wald erfolgen.